# Untersteiermark
Untersteiermark (slovensk: Spodnja Štajerska) er en historisk region i det før 1918 eksisterende østrigske kronland Steiermark. Arealet ligger i dag i hhv. Østrig og Slovenien. Større byer i regionen er Maribor, Celje, Ptuj og Velenje.

## Historie
Steiermark kom under østrigsk overherredømme i 1456 som et hertugdømme. Befolkningen udgjorde i 1910 68 % tysktalende og 32 % slovensktalende. Efter 1. verdenskrig blev den nedre tredjedel af regionen lagt under Kongeriget af Serbere, Kroater og Slovenere i 1918. Den resterende del af regionen udgør i dag den østrigske delstat Steiermark.
Hovedandelen af den østrigske delstats befolkning var efter 1918 ligesom i dag tysksproget. Den slovensksprogede befolkningsgruppe i det østrigske Steiermark er ca. 4.250 indbyggere. Den efter 1918 jugoslaviske del Untersteiermark beboedes hovedsagelig af slovenere med undtagelse af den største by Maribor, som havde en tysktalende majoritet. I 1941 blev Untersteiermark indlemmet i Nazityskland men blev generobret af Jugoslavien i 1945.
Siden 1991 indgår regionen i Slovenien uden dog at være en administrativt officielt defineret region.
46°22′00″N 15°29′00″Ø / 46.366666666667°N 15.483333333333°Ø